# Малінда Кетлін Різ
Малінда Кетлін Різ (нар. 27 червня 1994) — американська художниця є відомою як інтернет-фігура, співачка, авторка пісень і актриса театру. Вона набула популярності завдяки своїм ірландським музичним каверам на TikTok, де має понад 2 мільйони підписників, а також завдяки своєму каналу Twisted Translations на YouTube. На цьому каналі вона створювала пісні та виступи, перекладаючи текстівки пісень та інші тексти кількома мовами через Google Translate, і має понад мільйон підписників. Зараз вона також випускає свою власну оригінальну музику та відеоблоги на своєму основному каналі MALINDA. Вона дебютувала з міні-альбомом Love Letter у 2018 році. Крім цього, вона брала участь у численних театральних виставах у Вашингтоні, окрузі Колумбія, зокрема у мюзиклі «Одного разу», за який здобула премію Хелен Хейс у 2020 році.

## Молодість і освіта
Різ народилася та виросла у Вашингтоні, окрузі Колумбія, як єдина дитина в родині. Її батьки — Мері Холл Серфейс, вчителька та драматург, і Кевін Різ, актор. Вона проводила багато часу за лаштунками під час театральних вистав у своїй юності та захоплювалася магазинами костюмів. У підлітковому віці вона навчалася в Interlochen Arts Camp у Мічигані та Broadway Artists Alliance в Нью-Йорку.
Вже у тринадцять років Різ почала грати на ірландській флейті, демонструючи природній талант до музики. Вона також володіє грою на гітарі, укулеле, електропіаніно, кахоні та класичній флейті. Різ навчалася в Sidwell Friends School у Вашингтоні, а пізніше вступила до Vassar College у Нью-Йорку, спочатку вивчаючи когнітивні науки, а потім перейшла на драму, зосереджуючись на спеціалізації в цій галузі. Також вона вивчала релігію, хоча це було її вторинним предметом. 2014 року Різ мала нагоду вивчати драматургію в Лондоні.

## Кар'єра

### YouTube
Twisted Translations (раніше знаний як Google Translate Sings та Translator Fails) — це оригінальний YouTube-канал Різ, де вона перекладає тексти пісень та інші тексти за допомогою Google Translate на різні мови та потім назад на англійську, щоб створити пародію на пісню або текст. Ідея Twisted Translations прийшла до неї, коли вона була студенткою коледжу Вассар. Після перегляду відео «Let It Go», виконаного різними мовами, вона помітила неточність іспанського перекладу. Її друзі з коледжу почали використовувати Google Translate для створення жартівливих альтернатив відомим літературним творам, що надихнуло Різ зробити те ж саме з текстами пісень. Її перше перекладене відео було завантажено 10 лютого 2014 року і швидко стало вірусним, зібравши мільйон переглядів за тиждень. 14 лютого вона оголосила на YouTube, що буде створювати більше відео з перекладами. Серед інших пісень Twisted Translations є пісні з Мулан, «One Day I'll Fly Away» з фільму Мулен Руж! і «Hello» Адель. У відео своїх пісень Twisted Translations вона часто одягається як персонаж або виконавиця пісні. 2022 року через Instagram Stories Малінда розповіла, що припинила працювати над Google Translate Sings, оскільки більше не має на це часу і зосередилася на успішній платформі TikTok.
У 2018 році Малінда створила ще один YouTube-канал під назвою MALINDA, на якому вона почала публікувати відеоблоги, кавер-версії популярних пісень, комедійні музичні виступи та свої авторські композиції. Захоплення каналу зростало, і в березні 2019 року кількість підписників перевищила позначку 100 тисяч. MALINDA стала ще одним місцем, де Малінда виявляє свій талант та ділиться музикою та розважальним контентом зі своїми прихильниками.

### Музика
У 2018 році Різ розпочала свою співочу кар'єру з випуску дебютного міні-альбому «Love Letter» 14 вересня. Вона продовжила своє музичне подорожжя і 15 травня 2020 року випустила сингл «More With You», в якому взяли участь понад 50 музикантів із 17 країн. У 2021 році Різ стала частиною тренду «ShantyTok» на TikTok, випустивши кавер-версію пісні «Wellerman». Раніше вона також створила пісню в стилі халупи на своєму YouTube-каналі, використавши текст, надісланий користувачами. 16 липня 2021 року вийшов її другий міні-альбом «The Folks I Love», який містить кавер-версії у народному стилі. 22 жовтня 2021 року вийшов третій мініальбом «Sea To Sky» з ще чотирма фолк-каверами. У початку 2022 року вона розпочала тур «Folks I Love Tour». В жовтні 2022 року Різ оголосила, що її дебютний альбом вийде навесні 2023 року, а 28 квітня 2023 року випустила цей альбом під назвою «It's All True». Він супроводжується візуальним альбомом, прем'єра якого відбудеться 30 квітня 2023 року.

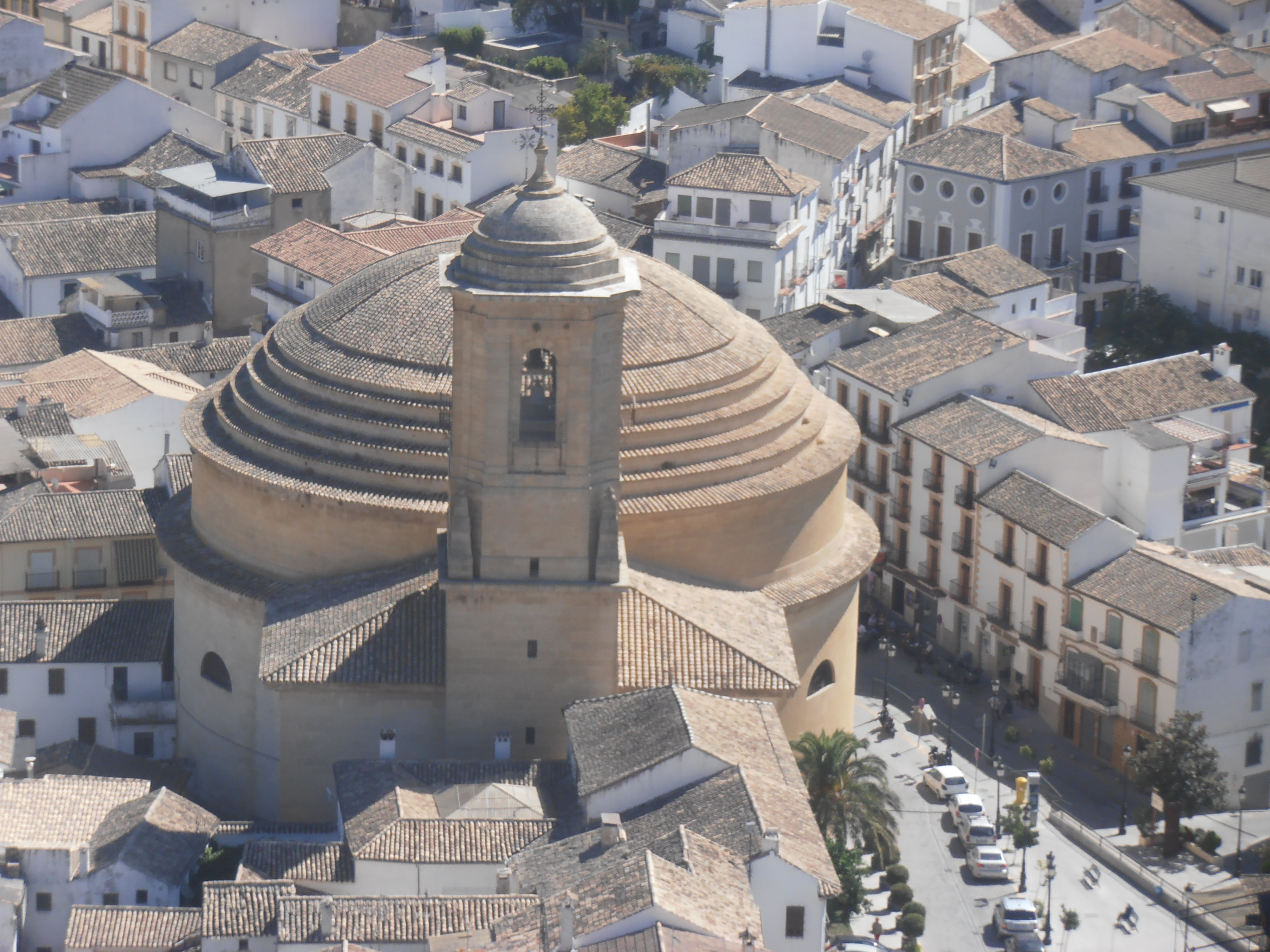
Різ виступила в церкві Іglesia de la Incarnación, де вона заспівала пісню

### Спів у порожніх церквах
У 2018 році, під час свого візиту до Монтефріо, Іспанія, Різ несподівано вирішила заспівати пісню «O Come, O Come Emmanuel» у порожній церкві Iglesia de la Incarnación, де звук гармонійно розголосився. Запис її виступу був завантажений на YouTube та швидко поширився, набираючи вірусну популярність. Цю історію про її спонтанне виконання пісні розповіли іспанські ЗМІ та відомі артисти, зокрема Алехандро Санс.
У 2019 році Різ вирішила заспівати пісню «How Can I Keep from Singing?» у Вашингтонському національному соборі, коли він був цілком порожній. Її голос заповнив святилище церкви, створюючи незабутню атмосферу.

### Театральні досягнення
Різ регулярно виступала як дитина-актор у Центрі Кеннеді у Вашингтоні, окрузі Колумбія. У 2017 році вона грала головну роль в мюзиклі «Зачарована Елла», який був адаптований з однойменної книги. Режисером вистави була її мати, Мері Холл Серфейс. Виступ Різ отримав високу оцінку від DC Theatre Scene, яка назвала її гру «справді чарівною». 2019 року вона зіграла роль «Дівчини» у виставі «Одного разу» в театральному центрі Олні. Критики з DC Metro Theatre Arts високо оцінили її гру разом з Грегорі Махеу, який виконував роль «Гая», називаючи їх «видатними» і підкреслюючи їх «глибину як у сольних виступах, так і в дуетах». Washington Post відзначив, що Різ виконувала свою роль «ефективно прямо». За свою гру вона здобула нагороду Хелен Хейс за найкращу жіночу роль у мюзиклі, а також нагороду BroadwayWorld Washington, DC Awards за найкращу жіночу роль у мюзиклі великого професійного театру.

## Особисте життя
У жовтні 2022 року Різ зробила відео під назвою «Моя важлива заява», де вона відкрито зізналася у своїй бісексуальності. Вона пояснила, що вирішила поділитися цим з публікою, оскільки раніше була замкненою особою і завжди почувалась інакшою, особливо як активна учасниця ірландської музики, яка вважається «музикою підпорядкованих».

## Театр
| рік  | Назва                                            | Роль             | Місцезнаходження                                                                                         |
| ---- | ------------------------------------------------ | ---------------- | --- |
| 2016 | Друга п'єса пастуха                              | Вівця / Ансамбль | Єлизаветинський театр, Шекспірівська бібліотека Фолджера, Вашингтон                                      |
| 2017 | Елла Зачарована                                  | Елла             | Театр пригод, Глен Ехо, Меріленд                                                                         |
| 2017 | Назад до Мафусаїла: наскільки може сягнути думка | Екрасія          | Театр Андеркрофт, Об'єднана методистська церква Маунт-Вернон-Плейс, Вашингтон, округ Колумбія            |
| 2017 | Барабан з посудом                                | дитина           | Lab Theatre at Convergence, Арлінгтон, Вірджинія Atlas Performing Arts Center, Вашингтон, округ Колумбія |
| 2018 | Шкіра наших зубів                                | Гледіс           | Source Theatre, Вашингтон, округ Колумбія                                                                |
| 2019 | Один раз                                         | дівчина          | Театральний центр Олні, Олні, Меріленд                                                                   |
| 2021 | Серія кабаре Ендрю Айзена                        | себе             | Олні театральний центр, Олні, Меріленд                                                                   |

## Дискографія
- Love Letter (2018)[28]
- The Folks I Love (2021)[29]
- Sea to Sky (2021)[30]
- It's All True (2023)[31]